# NGC 5063
NGC 5063 (również PGC 46357) – galaktyka spiralna (Sa), znajdująca się w gwiazdozbiorze Centaura. Odkrył ją John Herschel 1 maja 1834 roku.